# Genneville
Genneville ist eine französische Gemeinde mit 819 Einwohnern (Stand: 1. Januar 2022) im Département Calvados in der Region Normandie. Sie gehört zum Arrondissement Lisieux und zum Kanton Honfleur-Deauville. Die Einwohner werden Gennevillais genannt.

## Geografie
Genneville liegt etwa 18 Kilometer südsüdöstlich von Le Havre. Umgeben wird Genneville von den Nachbargemeinden Ablon im Norden, Quetteville im Osten und Südosten, Saint-Benoît-d’Hébertot im Süden, Le Theil-en-Auge im Südwesten, Fourneville im Westen sowie Gonneville-sur-Honfleur im Nordwesten.

## Bevölkerungsentwicklung
| Jahr                       | 1962 | 1968 | 1975 | 1982 | 1990 | 1999 | 2006 | 2013 | 2019 |
| Einwohner                  | 389  | 334  | 329  | 468  | 472  | 597  | 702  | 782  | 835  |
| Quellen: Cassini und INSEE |      |      |      |      |      |      |      |      |      |

## Sehenswürdigkeiten
- Kirche Saint-Ouen aus dem 13./14. Jahrhundert

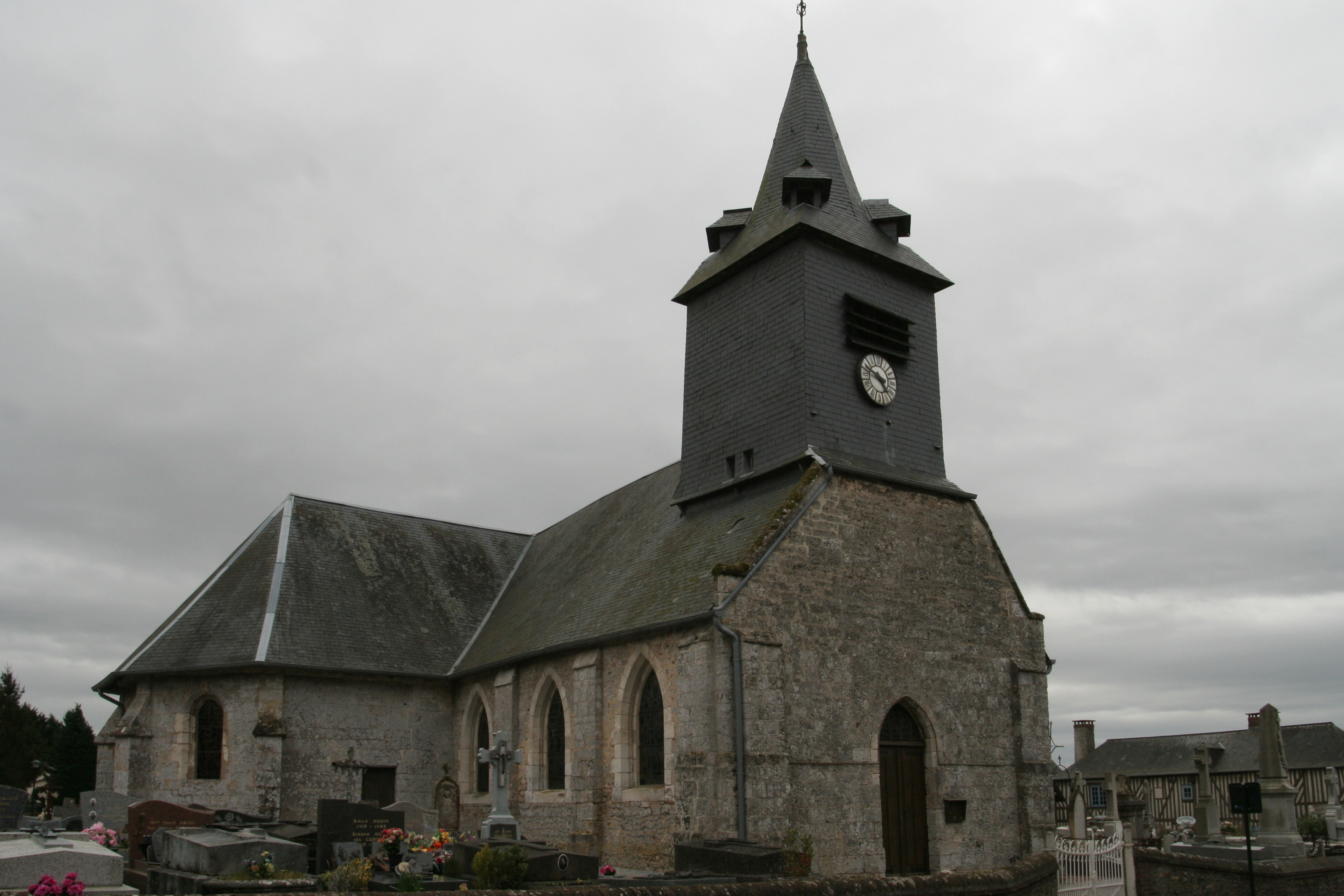
Kirche Saint-Ouen